# Diadektes
Diadektes (Diadectes) jest nazwą rodzajową dużego, roślinożernego czworonoga należącego do grupy Reptiliomorpha, żyjącego na początku permu. Był jednym z pierwszych roślinożernych kręgowców w historii Ziemi. Ponadto, był także jednym z pierwszych w pełni lądowych czworonogów osiągającym znaczne rozmiary ciała.

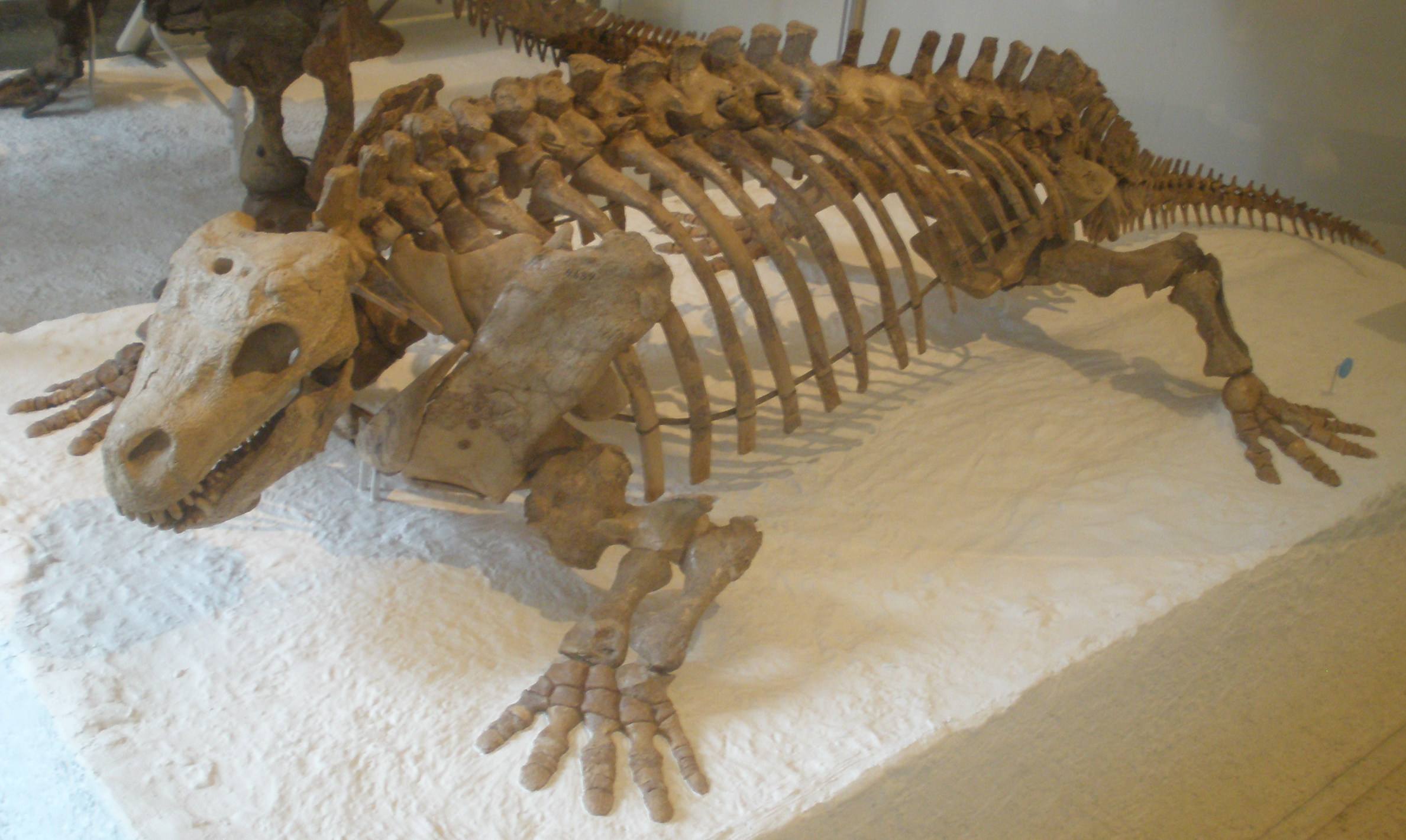
Diadectes phaseolinus

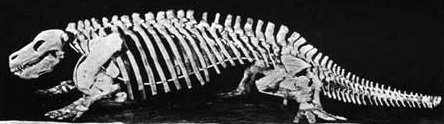
Diadectes – szkielet

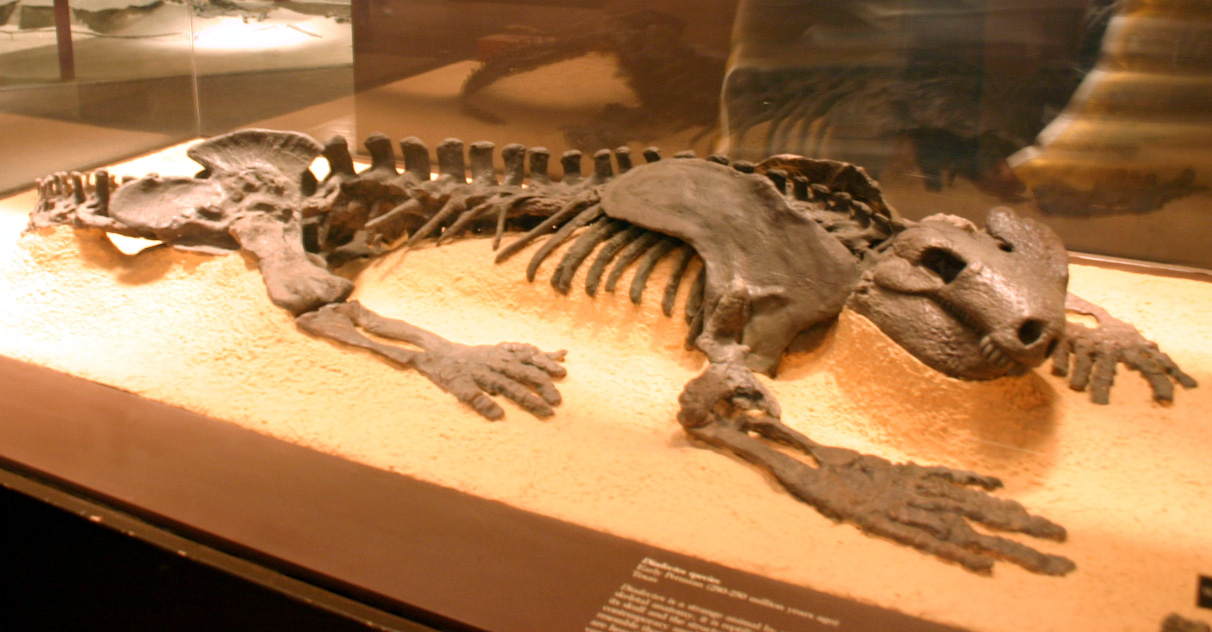
Diadectes – skamieniałość

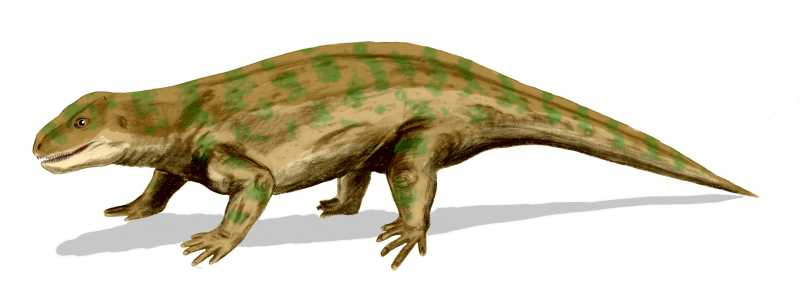
Diadectes

Było to mocno zbudowane zwierzę, osiągające 1,5 do 3 metrów długości ciała. Posiadał grubą czaszkę, mocno zbudowane kręgi i żebra, masywne kości obręczy barkowej i krępe kończyny. Wygląd kończyn i kręgów wskazuje na lądowy charakter zwierzęcia.
Będąc przedstawicielem nadrzędu Reptiliomorpha, z którego wywodzi się wszystkie owodniowce, diadektes łączył w sobie płazie cechy czaszki (analogiczne do grupy Seymouriomorpha) z gadzimi cechami szkieletu postkranialnego.
Na uwagę zasługuje duża specjalizacja uzębienia zwierzęcia. Osiem przednich zębów miało łopatowaty kształt i służyły do zrywania roślin. Szerokie i tępe zęby policzkowe wykazują starcia związane z ich funkcją, analogiczną do funkcji ssaczych trzonowców.
Diadektes posiadał też częściowe wtórne podniebienie, co oznacza, że mógł połykać jedzenie i oddychać w tym samym czasie. Zdolności tej nie posiadało wiele zaawansowanych gadów.
Diadektes żył na tym samym terenie i w tym samym czasie co drapieżny dimetrodon i zapewne stanowił część jego diety. Na uwagę zasługuje jednak rzadkość występowania szczątków tego roślinożercy w stosunku do skamieniałości dimetrodonów.
Jego szczątki znane są z kilku stanowisk z terenu Stanów Zjednoczonych, szczególnie z teksaskich formacji Red Beds.